# 拓跋翰 (秦王)
拓跋翰（4世纪—4世纪），追尊魏昭成帝拓跋什翼犍第三子，生母慕容氏，代国宗室。

## 生平
拓跋翰年轻时有高尚的气概，虚龄十五岁时就请求率领骑兵征讨，拓跋什翼犍认为他很勇敢，就派拓跋翰率领两千骑兵。等到拓跋翰成人统领兵马，号令严明，四处征讨，多有战功。建国年间，拓跋翰去世，拓跋翰的侄子魏道武帝拓跋珪即位，追赠拓跋翰为秦王，谥号明。

## 研究
中华书局本《二十四史》校勘记指出，据魏书卷一序纪，拓跋翰的生母慕容氏建国七年（344年）才和拓跋什翼犍成婚，而且拓跋翰还有哥哥拓跋寔，那么建国十年（347年）拓跋翰是否已经出生尚且不可知，即便是建国十五年（352年）死也至多是六七岁的小儿，与拓跋翰列传中“年十五便请率骑征讨”，“及长统兵”等内容不符合，且如何能有拓跋仪、拓跋烈、拓跋觚三个儿子？所以《魏书》中“建国十年卒”，《北史》中“建国十五年卒”皆误。据魏书卷一三，拓跋觚是献明皇后贺氏的小儿子，也就是魏道武帝的小弟弟。魏道武帝生于建国三十四年（371年）七月，那么拓跋觚出生更在此后，如果拓跋翰已经死于十九年前，拓跋觚怎么可能是拓跋翰的儿子？必然有误。校勘记认为，献明太子拓跋寔死后，贺氏被拓跋翰收继，生下拓跋觚。拓跋寔死在建国三十四年，那么拓跋翰的死亡必在其后。
北京大学历史系主任周一良教授认为，拓跋寔死后，他的夫人贺氏被拓跋寔的父亲拓跋什翼犍收继，生下拓跋觚，为了掩盖这段翁媳相配的丑事，史家将拓跋觚编排为拓跋翰的儿子。

## 延伸阅读
[在维基数据编辑]
 《魏書·卷15》，出自魏收《魏书》